# Young Peak
Der Young Peak ist ein niedriger Berg an der Ingrid-Christensen-Küste des ostantarktischen Prinzessin-Elisabeth-Lands. Er ragt 3 km östlich des Mount Caroline Mikkelsen und unmittelbar südlich des Holder Peak auf.
Norwegische Kartographen kartierten ihn anhand von Luftaufnahmen der Lars-Christensen-Expedition 1936/37 und benannten ihn gemeinsam mit dem Holder Peak als Tvillingfjell (norwegisch für Zwillingsberge). Das Antarctic Names Committee of Australia benannte den hier beschriebenen Berg nach William Francis Young (* 1930), der 1963 die Davis-Station und die Vermessung des Gebiets im Rahmen der Australian National Antarctic Research Expeditions leitete.